# 覃廷琏
覃廷琏，广东四会人，明朝政治人物、舉人出身。
举人出身。嘉靖八年，接替时锦任福建永安县知县，1537年，由程舆接任。